# Hans Fritzsche (Rechtswissenschaftler)
Hans Otto Fritzsche (* 22. Januar 1882 in Glarus; † 3. September 1972 in Zollikon) war ein Schweizer Rechtswissenschaftler und Hochschullehrer. Er war Professor für Zivilprozessrecht, internationales Privatrecht, Betreibungs- und Konkursrecht sowie für die Einführung in die Rechtswissenschaft  an der Universität Zürich.

## Leben
Hans Fritzsche wurde als ältester Sohn des Glarner Spitalarztes Christian Friedrich Fritzsche und Marie geb. Renker geboren. Er absolvierte das obere Gymnasium in Zürich. Nach absolvierter Matur schrieb sich Fritzsche 1900 zuerst an der Universität München für deutsche Sprache und Literatur ein. 1901 wechselte er zum Rechtsstudium nach Zürich und studierte ausserdem mehrere Semester an der Universität Leipzig. 1905 schrieb er seine Dissertation an der Universität Zürich bei Emil Zürcher zum Thema Das Rechtsbot. eine Eigentümlichkeit ostschweizerischer Zivilprozesse. Für weitere Studien- und Sprachaufenthalte ging er im folgenden Jahr an die Universitäten Bern, Montpellier, Paris und Florenz.
Von 1908 bis 1920 arbeitete er als Gerichtsschreiber am Bezirksgericht Horgen. 1910 heiratete er Margaretha Helene Streiff aus Glarus. Während des Ersten Weltkriegs leistete er Aktivdienst an der Schweizer Grenze als Hauptmann einer Glarner Füsilier-Kompanie. Seine akademische Karriere begann erst danach. 1919 habilitierte er sich an der Universität Zürich, und bereits 1920 wurde er zum ausserordentlichen und 1924 zum ordentlichen Professor befördert. Er lehrte über drei Jahrzehnte an der Universität Zürich und trat 1952 in den Ruhestand. Nebenbei war er weiterhin beruflich tätig, zunächst von 1920 bis 1933 als Ersatzmann am Zürcher Obergericht sowie später als Mitglied und langjähriger Präsident des Kassationsgerichts des Kantons Zürich (1933–1959). Er war ausserdem zweimal Dekan der rechts- und staatswissenschaftlichen Fakultät.

## Schriften
- Das Zivilprozessrecht der Schweiz. Schulthess, Zürich 1933.
- Schuldbetreibung, Konkurs und Sanierung nach schweizerischem Recht. Ein Lehrbuch. Schulthess, Zürich 1955.
- Der Schweizerische Juristenverein, 1861–1960. Helbing & Lichtenhahn, Basel 1961.